# 1934 في فلسطين الانتدابية
أحداث عام 1934 في الانتداب البريطاني على فلسطين.

## أصحاب المناصب
- المفوض السامي- السير آرثر جرينفيل واشوب.
- أمير شرق الأردن- عبد الله بن الحسين.
- رئيس وزراء شرق الأردن- إبراهيم هاشم.

## الأحداث
- وفقًا للإحصاءات الرسمية، كان هناك 42359 مهاجرًا يهوديًا خلال عام 1934.

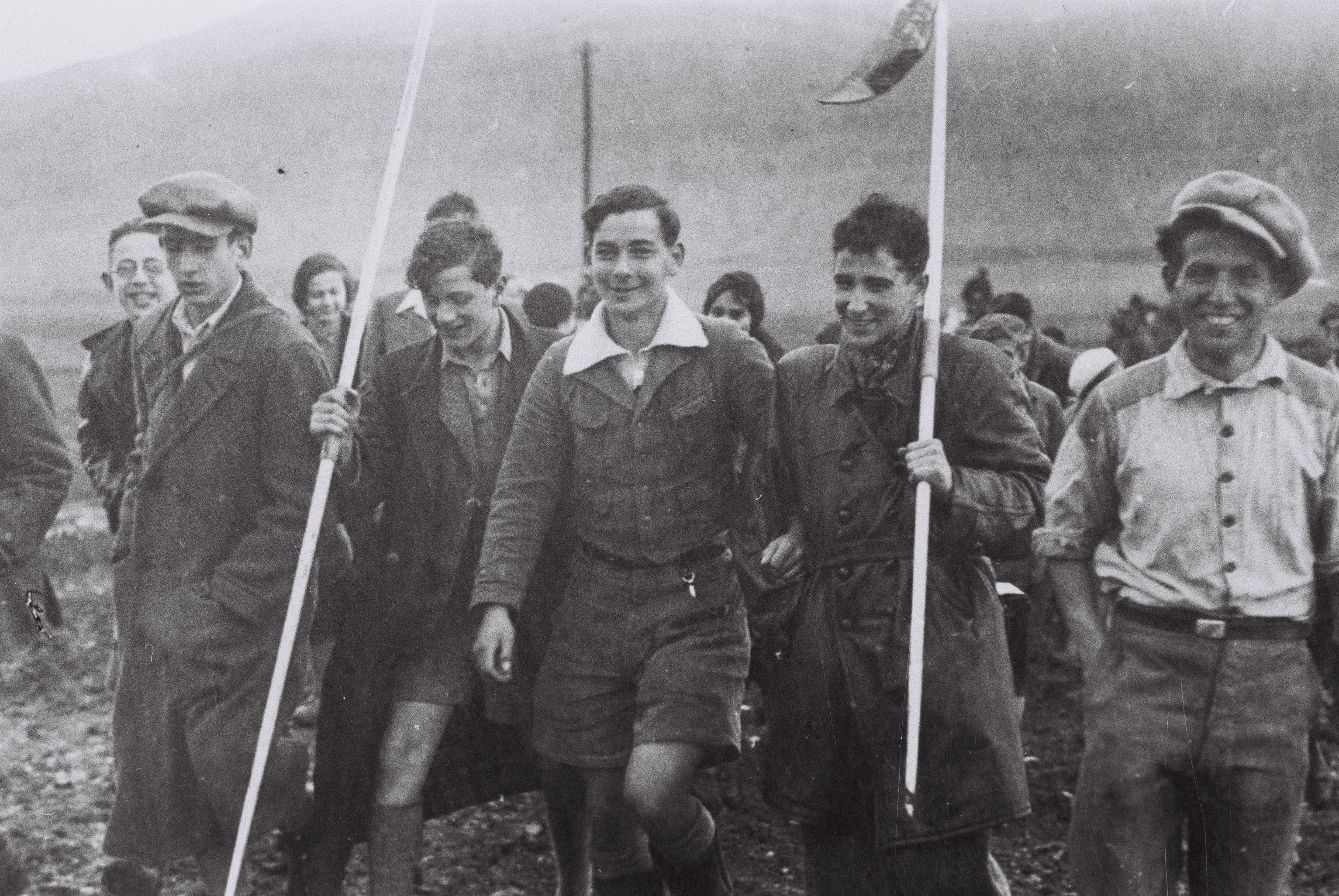
أول مجموعة شباب عالية ألمانية تسير نحو كيبوتس عين حرود، 1934

- 19 شباط (فبراير)- وصلت المجموعة الأولى المنظمة من شباب عاليا من ألمانيا، والتي نظمها مكتب عاليا للشباب، إلى فلسطين وتم إرسالها للدراسة في كيبوتس عين حرود.
- 14 مايو/ أيار- أدت العواصف المطيرة الشديدة في طبريا إلى فيضان أدى إلى مقتل 35 شخصًا وتدمير حوالي 100 مبنى.
- 18 يوليو- تأسيس مستوطنة كريات بياليك من قبل المهاجرين الألمان اليهود من عاليا الخامسة.
- كانون الأول- تأسيس حزب الدفاع الوطني (فلسطين).

### تواريخ غير معروفة
- بدأت الهجرة اليهودية غير الشرعية المنظمة إلى فلسطين في عام 1934، بعد تدهور وضع اليهود الألمان بعد صعود الحزب النازي إلى السلطة في عام 1933 وأيضًا نتيجة تبني سياسات معادية للسامية في دول أوروبية أخرى شملت المذابح والاضطهاد والقيود.
- تأسس "معهد سيف" في عام 1934 في رحوفوت، وهو معهد أبحاث أصبح فيما بعد معهد وايزمان للعلوم.

## الولادات البارزة
- 13 كانون الثاني (يناير) - أفراهام رافيتس، سياسي إسرائيلي وعضو الكنيست (توفي عام 2009).
- 15 كانون الثاني (يناير)- إفرايم ستيرن عالم آثار إسرائيلي.
- 17 شباط / فبراير- سياسي إسرائيلي أديل أموراي.
- 21 فبراير - ديفيد أفيدان، شاعر إسرائيلي ورسام وصانع أفلام ودعاية وكاتب مسرحي (توفي عام 1995).
- 25 فبراير - مئير هار تسيون، كوماندوز إسرائيلي (توفي 2014).
- 5 آذار / مارس- دانيال كانيمان، اقتصادي إسرائيلي أميركي، حائز على جائزة نوبل.
- 8 آذار - يعقوب شبتاي كاتب إسرائيلي (توفي عام 1981).
- 21 نيسان/ أبريل- ميرون بنفينيستي عالم السياسة الإسرائيلي ونائب رئيس بلدية القدس
- 13 مايو- إيهود نيتزر، عالم آثار إسرائيلي (توفي عام 2010).
- 9 مايو- تسفي الديروتي، سياسي إسرائيلي.
- 24 حزيران- داود حنانيا، أخصائي جراحة القلب في الأردن.
- 28 حزيران/ يونيو - إيتان بيرغلاس، اقتصادي إسرائيلي ومصرفي، رئيس بنك هبوعليم (توفي عام 1992).
- 26 يوليو- رافي برسيتز، سيد الشطرنج الإسرائيلي (توفي عام 2009).
- 22 تشرين الأول- ديفيد لباعي، فقيه وسياسي إسرائيلي.
- 9 تشرين الثاني (نوفمبر)- شولاميت لابيد، روائية وكاتبة مسرحية إسرائيلية.
- 18 تشرين الثاني (نوفمبر)- سارة جافيت، باحثة إسرائيلية في الكتاب المقدس.
- 7 كانون الأول (ديسمبر)- أفراهام كاتز عوز، سياسي إسرائيلي.
- 12 كانون الأول- حاييم كوفمان، سياسي إسرائيلي (توفي عام 1995).
- التاريخ الكامل غير معروف
  - عاموس لابيدوت، طيار حربي إسرائيلي، القائد السابق لسلاح الجو الإسرائيلي (توفي عام 2019)
  - ديفيد إيفري، الجنرال الإسرائيلي والدبلوماسي، القائد السابق لسلاح الجو الإسرائيلي.
  - أبو علي إياد، عربي فلسطيني وقائد ميداني كبير في حركة فتح، مركز في سوريا والأردن خلال الستينيات وأوائل السبعينيات (توفي عام 1971).

## الوفيات

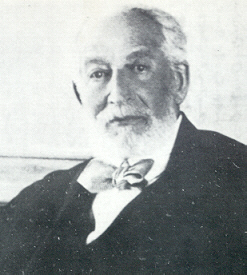
ادموند جيمس دي روتشيلد

- 4 يوليو- تُوفي حاييم ناحمان بياليك (مواليد 1873)، شاعر يهودي روسي المولد وأحد رواد الشعر العبري الحديث .
- 27 آذار- تُوفي موسى الحسيني (مواليد 1853) سياسي عربي فلسطيني وزعيم الحركة القومية العربية الفلسطينية من عام 1922 حتى عام 1934، ولم يشف قط من الضرب الذي تعرض له من قبل شرطة فلسطين الانتدابية في يافا قبل خمسة أشهر.

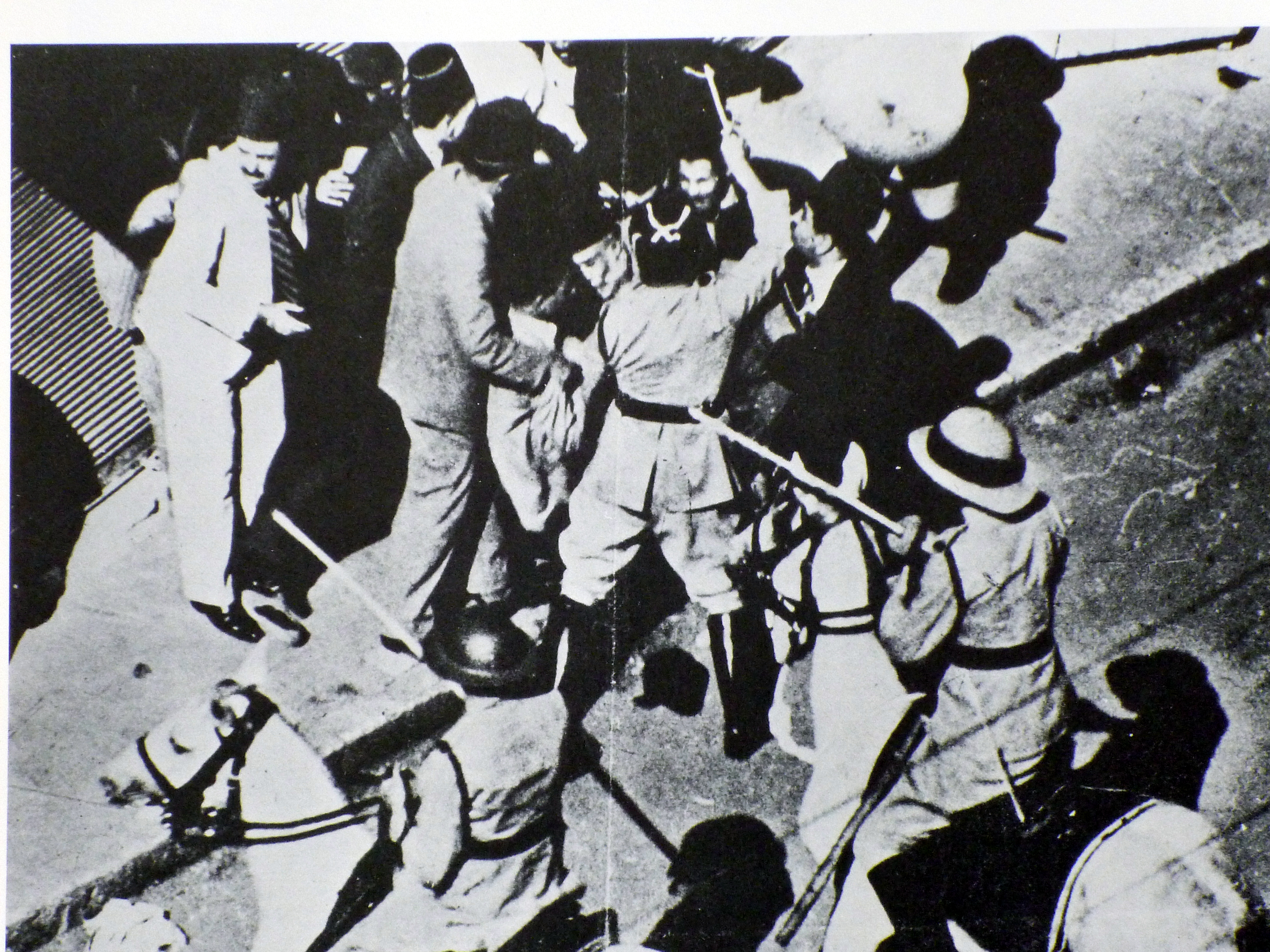
موسى الحسيني البالغ من العمر 80 عامًا يتعرض للضرب بالهراوات من قبل شرطي بريطاني، يافا، 27 أكتوبر 1933.

- 2 تشرين الثاني (نوفمبر)- تُوفي إدموند جيمس دي روتشيلد (مواليد 1845)، رجل أعمال يهودي فرنسي المولد وداعم رئيسي للصهيونية خلال فترة عليا الأولى.